# クロニクルブックス
クロニクルブックス（Chronicle Books）は、1967年に新聞社サンフランシスコ・クロニクルの出版部門として設立された、アメリカ西海岸を代表する出版社である。正式な社名はChronicle Books LLC。現在はMcEvoyグループの傘下にあり、社長はジャック・ジェンセン（Jack Jensen）が務める。
創設以来、同社はアメリカ出版業界の常識にとらわれずに、企画や製本などに独自のアイデアを加え、新しいトレンドリーダーの地位を確立した出版社である。半世紀にもおよぶその歴史の中で、同社ではイラストレーション、デザインギフト、アート、アーキテクチャー、フォトグラフィー、フード、ライフスタイル、ポップカルチャー、児童書などの分野に数々のタイトルを出版し、現在では他では成し得ない革新的な出版社としてアメリカでは広く知られる存在である。
また、クロニクルブックスは「アメリカの働きたい職場ベスト50」に、出版社では唯一選出されるなど、従業員の雇用環境においても高い評価を得ている。200名を超える従業員の75％は女性で占められており、優秀なスタッフの手により、年間200タイトル以上の書籍、年間100点以上の文房具やギフトが制作され、アメリカ国内だけでなく世界各国で販売を行っている。

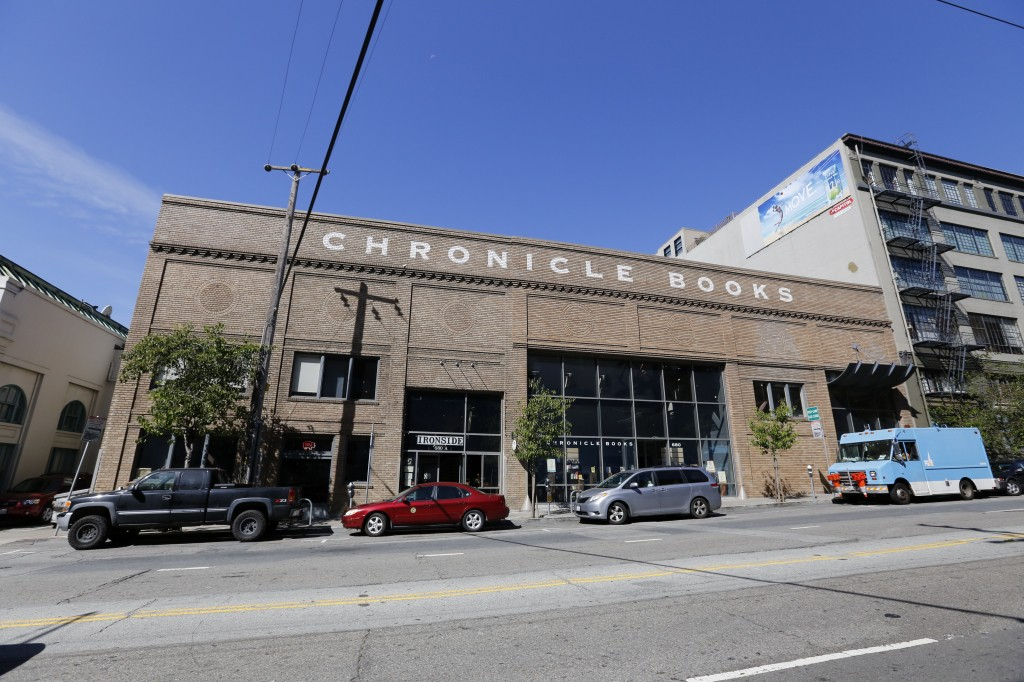
クロニクルブックス

## クロニクルブックス・ジャパン
2015年4月1日、株式会社トップ・パートナーズが、CHRONICLE BOOKS LLCと提携しクロニクルブックスの日本総代理店となるクロニクルブックス・ジャパン株式会社を設立。
2018年6月30日にクロニクルブックス・ジャパン株式会社が、米クロニクルブックス製品の輸入販売業務終了。これに伴いクロニクルブックス・ジャパン株式会社は、CHRONICLE BOOKS LLCとの契約を解消し、2018年7月1日より社名をCLASSIX株式会社に変更した。